# Alpha1 Librae
Título a ser usado para criar uma ligação interna é Alpha1 Librae.
Alpha1 Librae (Zubenelgenubi, Zuben Elgenubi, Kiffa Australis, Elkhiffa australis, 8 Librae) é uma estrela na direção da Libra. Possui uma ascensão reta de 14h 50m 41.26s e uma declinação de −15° 59′ 49.5″. Sua magnitude aparente é igual a 5.15. Considerando sua distância de 77 anos-luz em relação à Terra, sua magnitude absoluta é igual a 3.28. Pertence à classe espectral F3V.